# The Strand Magazine
The Strand Magazine byl ilustrovaný měsíčník, který vycházel ve Velké Británii v letech 1891–1950. Otiskoval články, povídky a romány na pokračování. V časopise publikovali také světoznámí autoři, např. Arthur Conan Doyle, Graham Greene, G. K. Chesterton, Agatha Christie, Rudyard Kipling, Dorothy L. Sayersová, Georges Simenon, Lev Nikolajevič Tolstoj, H. G. Wells.
Časopis byl obnoven v roce 1998.